# Joe Cullen
Joseph Michael Cullen (Moorhead, 14 febbraio 1981) è un ex hockeista su ghiaccio statunitense, militava come attaccante. È fratello di Mark e Matt, anch'essi giocatori di hockey su ghiaccio.

## Carriera
Dopo una stagione trascorsa nella formazione giovanile gestita da USA Hockey Joe Cullen si iscrisse al Colorado College disputando per quattro stagioni il campionato di NCAA, vincendo nel 2002-03 il titolo di miglior giocatore difensivo della lega e totalizzando 86 punti in 148 partite disputate. Nel 2000 fu scelto dagli Edmonton Oilers in 211ª posizione.
Nelle prime due stagioni da professionista militò in formazioni di American Hockey League affiliate agli Oilers, i Toronto e gli Edmonton Road Runners. Nel gennaio del 2005 fu ceduto ai San Antonio Rampage, squadra con cui concluse la stagione 2004-2005. Nella stagione successiva militò ancora in AHL con i Binghamton Senators, formazione affiliata agli Ottawa Senators. Nella stagione 2006-2007 giocò invece in ECHL vestendo la maglia dei Dayton Bombers, totalizzando 47 punti in 77 apparizioni.
Nel 2007 lasciò il Nordamerica per approdare in Germania nell'SC Riessersee, formazione della 2. Eishockey-Bundesliga. Concluse la stagione con 58 punti in 57 partite giocate. L'anno successivo si trasferì in Italia nella Serie A vestendo la maglia della SG Cortina. Nelle due stagioni successive fu autore di 93 punti in 83 partite di campionato giocate. Nell'estate del 2010 si trasferì all'HC Val Pusteria, conquistando una Coppa Italia e una Supercoppa. Dopo due stagioni trascorse a Brunico, Joe Cullen fu riconfermato anche per la stagione 2012-13.
Nel 2013 lasciò l'Italia per trasferirsi al Braehead Clan di Glasgow, squadra della EIHL inglese.

## Palmarès

### Club
- Coppa Italia: 1

Val Pusteria: 2010-2011
- Supercoppa italiana: 1

Val Pusteria: 2011

### Individuale
- NCAA WCHA Defensive Player of the Year: 1

2002-2003